# Ungarische Krise (1905)
Die Ungarische Krise war ein politischer Konflikt im Königreich Ungarn in den Jahren 1905 und 1906 zwischen Kaiser Franz Joseph I., in Ungarn seit dem Ausgleich von 1867 König I. Ferenc József, sowie habsburgloyalen Kräften der Liberalen Partei auf der einen Seite und der Opposition unter der Führung der Unabhängigkeitspartei auf der anderen Seite. 
Bei den ungarischen Parlamentswahlen im Januar 1905 verlor die Liberale Partei zum ersten Mal seit dem Ausgleich ihre Mehrheit, die Unabhängigkeitspartei unter Ferenc Kossuth führte eine Koalition mit einer parlamentarischen Mehrheit an. Streitpunkt zwischen dem Thron und der Opposition war vor allem die Abschaffung der deutschen Kommandosprache in der Gemeinsamen Armee. Die Spannungen stiegen, als die siegreiche Koalition eine Trennung der gemeinsamen Armee zum politischen Ziel deklarierte. Am Wiener Hof war man davon überzeugt, dass das Ende der k.u.k. Armee auch das Ende des gemeinsamen Reiches bedeuten würde. Daher blieb Ministerpräsident István Tisza vorerst ohne Mehrheit im Amt, was zu einem schweren Verfassungskonflikt führte.
Trotz der Mehrheit der Opposition im Reichstag wurde als Regierungschef einer Beamtenregierung von König Ferenc József am 18. Juni 1905 schließlich General Géza Fejérváry ernannt. Die Opposition bezeichnete die neue Regierung als verfassungswidrig, weil sie keiner parlamentarischen Mehrheit entsprang. Daher regierte Fejérváry mit Hilfe des Königs, der das Parlament mehrmals vertagte, am Reichstag vorbei. Die Opposition rief daraufhin den „nationalen Widerstand“ gegen die „Gendarmenregierung“ aus, Rekrutierungen und Steuerzahlungen wurden in vielen Komitaten verweigert. Innenminister Jósef Kristóffy reagierte auf den „nationalen Widerstand“ mit harten Polizeimaßnahmen. Etwa ein Drittel der Abgeordneten der dem Dualismus verpflichteten Liberalen Partei wechselten schließlich in das Lager der Koalition, die damit über eine Dreiviertelmehrheit verfügte.
Fejérváry bot seine sofortige Demission an, was vom König aber abgelehnt wurde. Gleichzeitig kam es wegen unerfüllter Lohnforderungen, aber auch als Auswirkung der Russischen Revolution von 1905 zu landesweiten Streiks in Industrie und Landwirtschaft.
Kristóffy, der eigentliche Kopf des Kabinetts, nahm daraufhin Verhandlungen mit den Sozialdemokraten und Linksliberalen auf, denen er Reformen beim Wahlrecht und im sozialpolitischen Bereich in Aussicht stellte. Das geplante allgemeine Wahlrecht gefährdete jedoch die Machtstellung der nationalen aristokratischen magyarischen Elite. Ein explosives innenpolitisches Klima entstand, im Wiener Kriegsministerium wurden von General Beck Pläne entwickelt („Fall U“ für Ungarn) einen möglichen Aufstand in Ungarn mit Gewalt niederzuschlagen. Am 19. Februar 1906 ließen Franz Joseph und Fejérváry das Parlamentsgebäude durch die Honvéd militärisch besetzen. Die Stimmung in Bevölkerung und Beamtenschaft richtete sich aber allmählich gegen die Opposition und man einigte sich auf Sándor Wekerle als neuen Premier, der Fejérváry am 8. April 1906 ablöste.